# جودي كولينز
جوديث كولينز (بالإنجليزية: Judy Collins) هي عازفة قيثارة ومغنية ومغنية مؤلفة وملحنة وعازفة بيانو وممثلة أمريكية، جوديث مارجوري كولينز (وُلدت في 1 مايو 1939) هي مغنية وكاتبة أغاني أمريكية عُرفت بذوقها الانتقائي في الأعمال التي سجلتها (والتي تضمنت الموسيقى التقليدية، والألحان الاستعراضية، وموسيقى البوب، والروك أند رول والمعايير)، ولنشاطها الاجتماعي.
أُصدر ألبوم كولينز الأول والذي كان بعنوان أ ميد أوف سورو في عام 1961، إلا أن الأغنية الرئيسة كانت من ألبومها وايلدفلَورز الذي صدر في عام 1967 والتي كانت بعنوان «بوث سايدز، ناو» -من تأليف جوني ميتشل- ومنحت كولينز شهرة عالمية بارزة. وصلت الأغنية إلى قائمة أفضل عشر أغاني في مخطط بيلبورد لأغاني البوب المنفردة وفازت كولينز بأول جائزة غرامي لها عن فئة أفضل أداء تقليدي. استمتعت بنجاح أكثر بتسجيلاتها لأغاني «سَم داي سون» و«تشيلسي مورننغ» و«أميزينغ غرايس» و«كوك وِذ هَني».
حققت كولينز أكبر نجاح في مسيرتها المهنية بتسجيلها أغنية «سيند إن ذا كلاونز» لستيفن سونديم والتي كانت ضمن أفضل ألبوماتها مبيعًا لعام 1975، جوديث. حققت الأغنية مرتبة في مخطط بيلبورد لأغاني البوب المنفردة في عام 1977، وأمضت 27 أسبوعًا غير متتالٍ على المخطط وحصلت كولينز على ترشيح لجائزة الغرامي عن فئة أفضل أداء بوب صوتي للإناث، بالإضافة إلى جائزة الغرامي التي حصل عليها سونديم لفئة أغنية العام.

## المسيرة الموسيقية

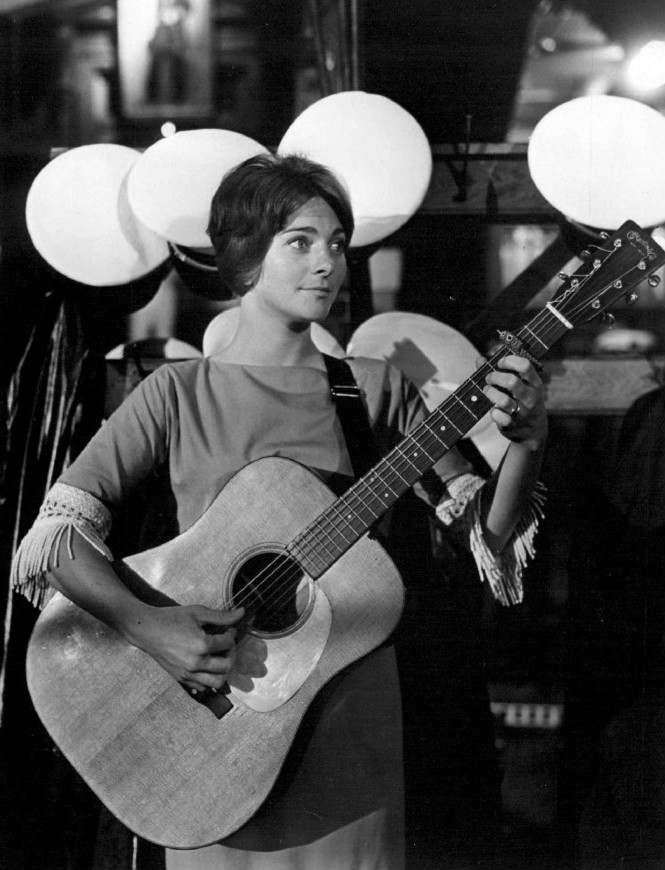
جودي كولينز تؤدي دورها في البرنامج التلفزيوني Hootenanny في عام 1963.

وُلدت كولينز أكبر خمسة أشقاء في سياتل، واشنطن، حيث أمضت السنوات العشر الأولى من حياتها. وكان والدها، المغني الأعمى، عازفًا للبيانو ومقدمًا للبرامج الإذاعية، وشغل وظيفة في دنفر، كولورادو، في عام 1949، وانتقلت الأسرة إلى هناك. درست كولينز عزف البيانو التقليدي مع أنتونيا بريكو، وكان أول ظهور لها وهي في سن 13، حيث أدت في حفل موزارت كونشيرتو بيانو رقم 2. اتخذت بريكو وجهة نظر مبهمة، سابقًا ولاحقًا، من تطوير كولينز اهتمامها في الموسيقى التقليدية، مما قادها إلى قرار صعب بالتوقف عن تلقي دروس عزف البيانو. بعد سنوات، وبعد أن أصبحت كولينز معروفة دوليًا، دعت بريكو إلى إحدى الحفلات الموسيقية التي قامت بها في دنفر. عندما التقيتا بعد الأداء، أمسكت بريكو بيدي كولينز، ونظرت بحزن إلى أصابعها وقالت: «جودي الصغيرة، كان من الممكن بالفعل أن تصلي إلى البعيد». بعد ذلك، اكتشفت كولينز أن بريكو نفسها كسبت عيشها عندما كانت أصغر في العمر من عزف موسيقى الجاز وعزف بيانو راجتايم (كتاب دروس الغناء، ص. 71-72). في حياتها المبكرة، حظيت كولينز بنصيب جيد من مقابلة العديد من الموسيقيين المحترفين عن طريق والدها.
أثارت موسيقى وودي غاثري وبيت سيغر والأغاني التقليدية للنهضة الشعبية في أوائل الستينيات اهتمام كولينز وأيقظت عشقها لكلمات الأغاني. بعد ثلاثة أعوام من بدايتها كعبقرية في البيانو، عزفت على القيثارة. كان أول ظهور علني لها كفنانة شعبية بعد تخرجها من مدرسة إيست الثانوية، وكان ذلك في حانة مايكل في بولدر، كولورادو، ونادي إكسودس الشعبي في دينفر. أصبحت موسيقاها رائجة في جامعة كونيتيكت، حيث تعلّم زوجها. أدت في الحفلات وفي محطة راديو الحرم الجامعي مع ديفيد غريسمان وتوم أزاريان. شقت طريقها في نهاية المطاف إلى قرية غرينويتش، مدينة نيويورك، حيث لعبت في نوادي مثل غيردز فولك سيتي حتى وقعت عقدًا مع إليكترا ريكوردز، وهو الأستوديو الذي ارتبطت به لمدة 35 عامًا. في عام 1961، أصدرت كولينز ألبومها الأول، أ ميد أوف سورو، في سن الثانية والعشرين من عمرها.
في البداية، غنت الأغاني الشعبية التقليدية أو الأغاني التي ألفها آخرون، وخاصة المؤلفين المحتجين آنذاك، مثل توم باكستون، وفيل أوكس، وبوب ديلن. سجلت نسختها الخاصة من الأغاني الهامة في تلك الفترة، مثل أغنية ديلن «مستر تامبورين مان» وأغنية «تيرن، تيرن، تيرن» لبيت سيغر. كانت كولينز أيضًا ذات دور فعال في تقديم الموسيقيين غير المعروفين إلى جمهور أوسع. على سبيل المثال، سجلت أغاني الشاعر الكندي ليونارد كوهين، والذي أصبح صديقًا مقربًا لها على مر السنين. سجلت أيضًا أغاني لمغنين مؤلفين قبل فترة طويلة من اكتسابهم استحسانًا على الصعيد الوطني مثل اريك أندرسن، وفرد نيل، ويان تايسون، وجوني ميتشل، وراندي نيومان، وروبن ويليامسون، وريتشارد فارينيا.

## أعمال

### أفلام
- (1974)  صورة المرأة

## جوائز
- جائزة غرامي لممر المشاهير (2002)
- عضوية قاعة مشاهير نساء كولورادو [الإنجليزية]‏ (2006)
- جائزة جرامي لأفضل تسجيل شعبي عرقي أو تقليدي [الإنجليزية]‏ (1968)

## وصلات خارجية
- جودي كولينز على موقع IMDb (الإنجليزية)
- جودي كولينز على موقع الموسوعة البريطانية (الإنجليزية)
- جودي كولينز على موقع ميوزك برينز (الإنجليزية)
- جودي كولينز على موقع قاعدة بيانات برودواي على الإنترنت (الإنجليزية)
- جودي كولينز على موقع إن إن دي بي (الإنجليزية)
- جودي كولينز على موقع أول ميوزيك (الإنجليزية)
- جودي كولينز على موقع ديسكوغز (الإنجليزية)
- جودي كولينز على موقع قاعدة بيانات الفيلم (الإنجليزية)